# اکسو (برند ظروف آشپزخانه)

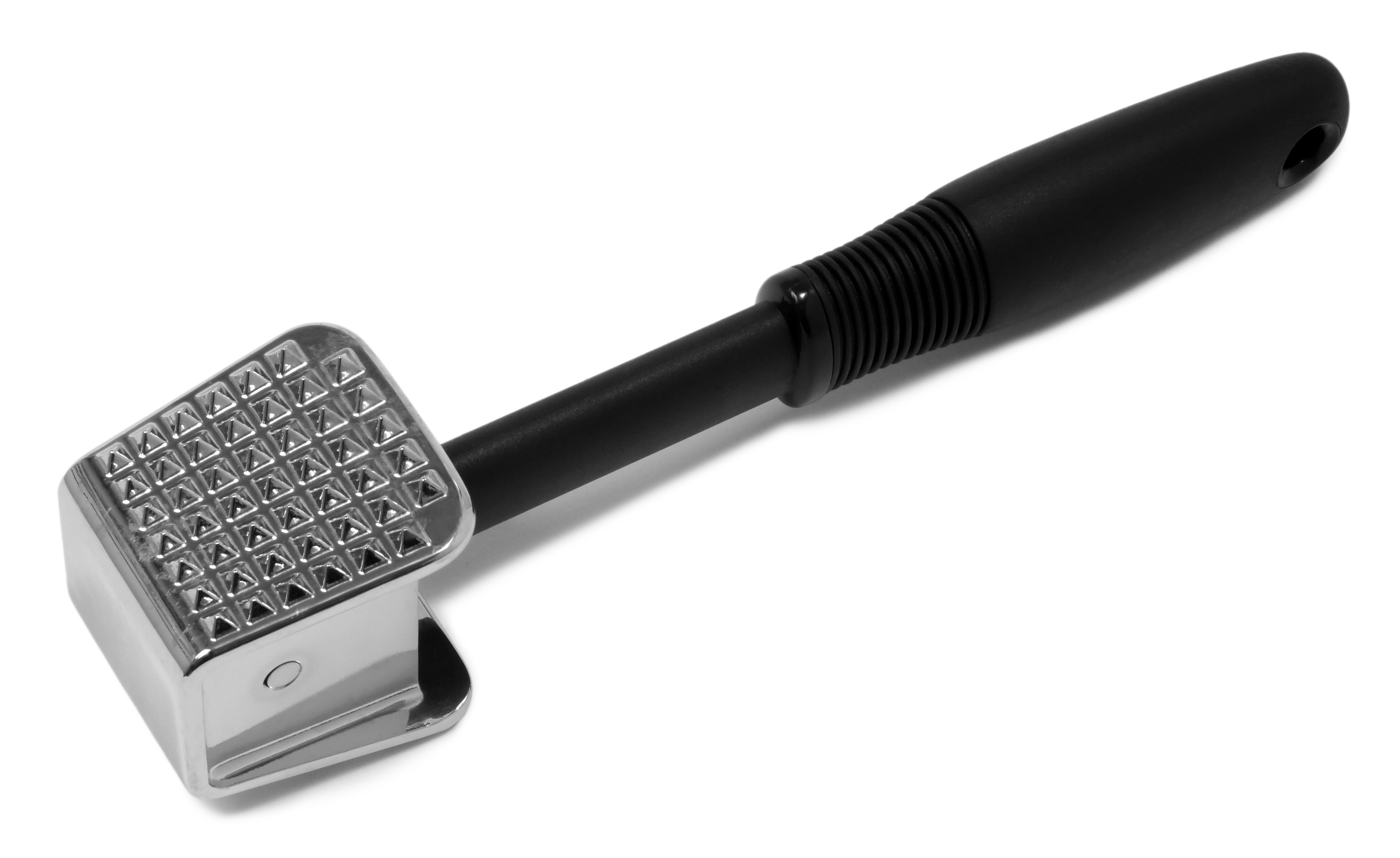
نمونه‌ای از گوشت‌کوب دستگیره‌های خوب اُکسو

اُکسو (به انگلیسی: OXO) یک تولید‌کنندۀ آمریکایی ظروف آشپزخانه، لوازم اداری و لوازم خانگی است که در سال ۱۹۹۰ میلادی تاسیس شد و در شهر نیویورک مستقر است.

## تاریخچه
اُکسو توسط یک کارآفرین در صنایع کالاهای خانگی به نام سم فاربر  و پسرش، جان فاربر تاسیس شد. سم فاربر نام اُکسو را به عنوان یک متقارن‌نما انتخاب کرد که سه حرف در "OXO" را بدون توجه به جهت آنها، افقی یا عمودی، یکسان نشان می‌دهد. با توجه به اینکه همسرش، بتسی، از التهاب مفصل خفیف در دستانش رنج می‌برد، در گرفتن ابزار معمولی آشپزخانه با مشکل مواجه بود؛ لذا او فرصتی را برای ایجاد ابزار آشپزی راحت‌تری دید که به نفع کاربران باشد. او با شرکت طراحی اسمارت دیزاین برای ایجاد محصولات اولیه‌ای در این رده، از جمله پوست‌کن گردان، کار کرد و اُکسو سال‌ها به همکاری با اسمارت ادامه داد. اولین گروه از ۱۵ ابزار آشپزخانۀ دستگیره‌های خوب اُکسو در سال ۱۹۹۰ میلادی در نمایشگاه محصولات گورمه در سان فرانسیسکو به بازار ایالات متحدۀ آمریکا معرفی شد.
سم فاربر، اُکسو را در سال ۱۹۹۲ میلادی به شرکت عمومی لوازم خانگی فروخت. شرکت عمومی لوازم خانگی نیز در سال ۲۰۰۰ میلادی توسط شرکت آشپزخانۀ جهان با مسئولیت محدود (World Kitchen LLC) خریداری شد. در ژوئن ۲۰۰۴ میلادی، هلن آف تروی لیمیتد لوازم خانگی اُکسو را به قیمت ۲۷۳/۲ میلیون دلار خریداری کرد.